# Рита Хейуърт
Рита Хейуърт (на английски: Rita Hayworth), родена Маргарита Кармен Кансино е американска актриса и танцьорка, която достига върха на кариерата си през 1940-те години и става една от най-големите звезди, както и секс символ.  Снима се в 61 филма в продължение на 37 години. Пресата ѝ дава названието „богиня на любовта“ (The Love Goddess). Американският филмов институт включва Хейуърт под Номер-19 в класацията на най-големите жени звезди на класическото холивудско кино.
Рита е от смесен испано-ирландски произход. Партнира на едни от най-големите имена на Холивуд като Фред Астер, Джон Уейн и Джийн Кели. Има петима съпрузи, като единият от тях е режисьорът Орсън Уелс. По време на цялата си кариера има проблеми с алкохола, особено задълбочили се след смъртта на братята ѝ през 1974 година. През 1980 година е диагностицирана с Алцхаймер и умира на 68-годишна възраст от тази болест.

## Биография

### Ранни години
Хейуърт е родена в Бруклин, Ню Йорк, през 1918 г. като Маргарита Кармен Кансино, най-голямото дете на двама танцьори. Баща ѝ Едуардо Кансино е от Кастилеха де ла Куеста, малко градче близо до Севиля, Испания.
Майка ѝ Волга Хейуърт е американка с ирландски и английски произход, която е изнасяла представления с Безумците на Зигфелд. Сключват брак през 1917 г. Те също имат двама сина: Едуардо младши и Върнън. Чичо ѝ по майчина линия Винтън Хейуърт също е актьор. Бащата на Хейуърт я малтретира сексуално, като започва в много млада възраст. Майката се опитва да спи в едно легло с детето си в напразен опит да спре насилието.
Бащата на Маргарита иска тя да стане професионална танцьорка, докато майка ѝ се надява да стане актриса. Нейният дядо по бащина линия Антонио Кансино е прочут като класически испански танцьор. Той популяризира болерото, а танцовата му школа в Мадрид е световноизвестна. По-късно Хейуърт си спомня: „От времето, когато бях на три и половина … щом можех да се изправя на краката си, ми бяха дадени уроци по танци. Не ми харесваше много много … но нямах смелостта да кажа на баща си, затова започнах да си вземам уроците. Репетирам, репетирам, репетирам, това беше моето детство.“
Тя посещава часове по танци всеки ден в продължение на няколко години в комплекс в Карнеги Хол, където е обучавана от чичо си Ангел Кансино. Преди петия си рожден ден тя е една от четирите Кансино, включени в продукция на Бродуей. През 1926 г. на осемгодишна възраст е представена в късометражния филм La Fiesta на Warner Brothers.
През 1927 г. баща ѝ отвежда семейството в Холивуд. Той вярва, че танците могат да бъдат включени във филмите и че семейството му може да бъде част от тях. Той създава собствено танцово студио, където преподава на такива звезди като Джеймс Кагни и Джийн Харлоу.
През 1931 г. Едуардо Кансино партнира на 12-годишната си дъщеря, за да състави акт, наречен Танцуващите Кансино. Тъй като според калифорнийския закон Маргарита е твърде млада, за да работи в нощни клубове и барове, баща ѝ я завежда със себе си на работа през границата в Тихуана, Мексико. В началото на 30-те години на миналия век това е популярно туристическо място за хората от Лос Анджелис. Докато е в Тихуана, бащата на Хейуърт продължава да я насилва сексуално, наричайки я своя жена и обличайки я в „кокетни, секси дрехи“..
Хейуърт участва във филма Cruz Diablo (1934) на 16-годишна възраст, което довежда до друга битова роля във филма In Caliente (1935) с мексиканската актриса Долорес дел Рио. Уинфийлд Шихан, ръководител на филмовата корпорация „Фокс“, я вижда да танцува в клуб „Калиенте“ и бързо ѝ урежда да направи екранен тест седмица по-късно. Впечатлен от нея на екрана си, Шихан подписва с нея краткосрочен, шестмесечен договор във Фокс, под името Рита Кансино, първата от двете промени на името по време на филмовата ѝ кариера.

### Кариера

#### Ранна кариера
По време на своето пребиваване във Фокс, Хейуърт е известна като Рита Кансино и се появява в незабележителни роли, често в ролята на екзотична чужденка. В края на 1934 г., на 16 години, тя изпълнява роля във филма на Спенсър Трейси Dante's Inferno (1935) и е поставена под договор през февруари 1935 г. Първата си роля на аржентинка играе в Under the Pampas Moon (1935). Тя играе египетско момиче в Charlie Chan in Egypt (1935) и руска танцьорка в Paddy O'Day (1935). Тя е подготвяна за първата водеща роля във филма Ramona от 1936 г., с което Фокс се надява се да я утвърди като новата Долорес дел Рио.
В края на шестмесечния си договор Фокс се слива в 20 век Фокс и изпълнителен продуцент става Деръл Ф. Занук. Той не поддържа интереса към нея и дава главната роля в Рамона на Лорета Йънг. Занук не подновява договора на Кансино. Усещайки нейния екранен потенциал, Едуард К. Джъдсън, с когото тя ще избяга и ще сключи брак през 1937 г., урежда за нея работа на свободна практика в няколко малки студийни филма и участие във филма на Кълъмбия Пикчърс Meet Nero Wolfe (1936). Ръководителят на студиото Хари Кон подписва договор за седем години и я изпробва в малки роли.
Кон твърди, че образът ѝ е твърде средиземноморски, което я ограничава до участието в „екзотични“ роли, които са по-малко на брой. Нейното фамилно име звучи твърде испанско. Рита Кансино става Рита Хейуърт, приемайки моминското име на майка си, за ужас на баща си. Сега името подчертава английски произход и обикновените хора могат да я възприемат като „класическа американка“. Хейуърт променя и цвета на косата си на тъмночервен и прави електролиза, за да повиши линията на косата си и да разшири външния вид на челото си.
Рита Хейуърт се появява в пет незначителни роли на Кълъмбия Пикчърс и три незначителни независими филма през 1937 г. На следващата година тя се появява в пет второстепенни филма. През 1939 г. Кон оказва натиск върху режисьора Хауърд Хоукс да използва Хейуърт за малка, но важна роля в авиационната драма Only Angels Have Wings (Само ангелите имат крила), в която тя играе с Кари Грант и Джийн Артър.
Кон започва да изгражда Хейуърт през 1940 г. с филми като Music in My Heart, The Lady in Question и Angels Over Broadway. През същата година тя е представена за първи път на обложката на списание Лайф.
Тя се завръща триумфно в Кълъмбия Пикчърс и участва в мюзикъла „You'll Never Get Rich“ (1941) където партнира на Фред Астер в един от най-успешните филми, които студиото някога е правило. Филмът е толкова успешен, че на следващата година студиото пуска още един филм на дуото Астер-Хейуърт, „You Were Never Lovelier“. Биографът на Астер Питър Левинсън пише, че танцувалната комбинация на Астер и Хейуърт е „абсолютен магнетизъм на екрана“. Въпреки че Астер прави 10 филма с Джинджър Роджърс, чувствеността на Хейуърт надминава технически познания на Роджърс. „Младежкото превъзходство на Рита се съчетава перфектно със зрелостта и елегантността на Фред“, казва Левинсън. Когато Астер е попитан кой е любимият му партньор по танци, той се опитва да не отговори на въпроса, но по-късно признава, че това е Хейуърт: „Добре, ще ви дам име“, казва той. „Но ако някога го пуснете, ще се кълна, че съм излъгал. Това е Рита Хейуърт. Тя танцува със съвършенство, експлозивност и индивидуалност“.
През август 1941 г. Хейуърт е включена в емблематичната снимка на Life, на която позира в черно дантелено неглиже. Снимката на Боб Ландри прави Хейуърт едно от двете момичета с най-голяма известност по време на Втората световна война; другата е Бети Грейбъл. В продължение на две години фотографията на Хейуърт е най-търсената снимка

#### На върха на славата
Хейуърт има голям финансов успех с един от най-известните си филми, мюзикълът „Cover girl“, пуснат през 1944 г. Филмът я утвърждава като топ звезда на Колумбия пикчърс от 40-те години на миналия век и първата от само шест жени, които танцуват на екрана както с Джийн Кели, така и с Фред Астер.
В продължение три поредни години, започвайки с 1944 г., Хейуърт е обявена за една от най-добрите атракции на боксофиса в света. Тя танцува балет, степ, бални и испански танци. Кон продължава да показва танцовите таланти на Хейуърт. Колумбия пуска няколко филма с нея: „Тази вечер и всяка нощ“ (1945) с Лий Боуман и „На земята“ (1947) с Лари Паркс.
Нейният сексапил и бляскава привлекателност са най-забележителни във филма на Чарлз Видор „Гилда“ (1946 г.) с Глен Форд, което предизвиква у цензурите известен ужас. Ролята, в която Хейуърт носи черен сатен и изпълнява легендарния стриптийз с една ръкавица, я превръща в културна икона като фатална жена.
Докато „Гилда“ е по кината, е разгласено, че атомна бомба, която трябва да бъде тествана на атола Бикини в Маршаловите острови на Тихия океан, ще носи изображение на Хейуърт, намеквайки за нейния статус на секс бомба. Въпреки че жестът несъмнено е бил предназначен като комплимент, Хейуърт е дълбоко обидена. Орсън Уелс си припомня гнева в интервю с биографа Барбара Лийминг: „Рита непрекъснато изпадаше в страшни ярости, но най-страшно беше, когато разбра, че са я поставили на атомната бомба. Рита почти се побърка, беше толкова ядосана ... Тя искаше да отиде във Вашингтон, за да проведе пресконференция, но Хари Кон не ѝ позволи, защото ще бъде непатриотично.“ Уелс се опитва да убеди Хейуърт, че цялата работа не е рекламна каскада от страна на Кон, а просто почит към нея от екипажа на полета.
Изпълнението на Хейуърт във филма на Уелс от 1947 г. „Дамата от Шанхай“ е оценено високо от критиците. Провалът на филма в бокс офиса се дължи отчасти на известната червена коса на Хейуърт, подрязана и избелена, превръщайки я в платинена блондинка за ролята. Кон не е консултиран и е бесен, че образът на Хейуърт е променен.
Също през 1947 г. Хейуърт поучава прозвището „Богиня на любовта“. Терминът е приет и използван по-късно като заглавие на биография за нея. В интервю от 80-те години Хейуърт казва: „Всички останали правят голи сцени, но аз не. Никога не съм правила голи филми. Не е трябвало да го правя. Танцувам. Предполагам, че в някои неща съм провокативна. Но не бях напълно изложена.“
Следващият ѝ филм „Любовниците на Кармен“ (1948 г.) с Глен Форд е първият филм, копродуциран от Кълъмбия Пикчърс и продуцентската компания на Рита Хейуърт, The Beckworth Corporation (кръстена на Ребека, нейната дъщеря с Уелс). Това е най-големият финансов успех на Кълъмбия Пикчърс през тази година. Рита получава процент от печалбата от този и всичките си следващи филми до 1954 г., когато разпуска Beckworth, за да изплати дълговете си.

#### Холивудска принцеса
През 1948 г., в разгара на славата си, Хейуърт пътува до Кан и се запознат с принц Али Хан. Започва едногодишно ухажване, след което сключват брак на 27 май 1949 г. Хейуърт напуска Холивуд и отплава за Франция, нарушавайки договора си с Колумбия пикчърс.
Тъй като Хейуърт вече е една от най-известните знаменитости в света, ухажването и сватбата получават широко отразяване в пресата по целия свят. Тъй като тя все още е законно омъжена за втория си съпруг Орсън Уелс през първите дни на ухажването, Хейуърт също така получава отрицателна реакция, което кара някои американски почитатели да бойкотират нейните филми. Сватбата с Али Хан бележи първия път, когато холивудска актриса става принцеса. На 28 декември 1949 г. Хейуърт ражда единствената дъщеря на двойката, принцеса Ясмин Ага Хан.
Въпреки че Рита Хейуърт има желание да започне нов живот в чужбина, далеч от Холивуд, начинът на живот и задълженията на Али Хан се оказват твърде трудни за нея. Тя се опитва да се впише с приятелите му и ѝ е трудно да научи френски. Али Хан също е известен в кръговете като плейбой и има подозрения, че изневерява по време на брака.
През 1951 г. Хейуърт отплава с двете си дъщери за Ню Йорк. Въпреки че двойката се помирява за кратко време, те се развеждат през 1953 година.

#### Завръщане в Кълъмбия Пикчърс
След разпадането на брака си с Хан, Рита Хейуърт е принудена да се върне в Холивуд, за да участва в няколко филма, отново с Глен Форд. Режисьорът Винсент Шерман припомня, че Хейуърт изглежда доста уплашена от идеята да направи друг филм. Тя продължава да има сблъсъци с шефа на Колумбия Пикчърс Хари Кон. Въпреки това, филмите ѝ са широко рекламирани и правят 1 милион долара повече от предишния ѝ блокбастър – „Гилда“.
Тя продължава да участва в низ от успешни филми. През 1953 г. пуска два филма: „Саломе“ с Чарлз Лотън и Стюърт Грейнджър и „Мис Сади Томпсън“ с Хосе Ферер и Алдо Рей. Тя е извън големия екран още четири години, главно заради бурен брак с певеца Дик Хеймс. По време на този брак е замесена в негативна публичност, което значително намалява привлекателността ѝ. По времето, когато се завръща на екрана през 1957 г., Ким Новак вече е топ звездата на студиото. Последният ѝ мюзикъл е „Пал Джои“ (1957 г.). След този филм Хейуърт напуска Колумбия Пикчърс завинаги.
Тя получава добри отзиви за представянето си в „Отделни маси“ (1958 г.), с Бърт Ланкастър и Дейвид Нивен и „Историята на първа страница“ (1960 г.). Продължава да работи през 60-те години. През 1962 г. нейният планиран дебют на Бродуей е отменен поради неясни здравословни причини. „Капанът за пари“ (1964 г.) я събира за последен път на екрана с добрия ѝ приятел Глен Форд. Снима се във филми до началото на 70-те години. Появява се и в телевизипта.

#### Постепенно западане на кариерата
Хейуърт е в обтегнати отношения с Кълъмбия Пикчърс в продължение на дълги години. През 1943 г. тя е оставена без заплащане за девет седмици, защото отказва да се появи в „Имало едно време“. През този период в Холивуд актрисите не могат да избират своите филми, те са на заплата, а не получават фиксирана сума за филм. През 1947 г. новият договор на Хейуърт с Колумбия осигурява заплата от 250 000 долара плюс 50% от печалбите на филма.
През 1951 г. Кълъмбия Пикчърс твърди, че е инвестирала 800 000 долара в имоти за нея, включително във филма, който излиза през същата година. Хейуърт напуска Холивуд, за да се ожени за принц Али Хан и е уволнена, защото не успява да се яви на снимките за филма „Афера в Тринидад“. През 1952 г. Рита Хейуърт отказва, защото възразява срещу сценария.
През 1955 г. тя съди Columbia Pictures да бъде освободена от договора си, но иска заплатата си в размер на 150 000 долара, като твърди, че снимките не са започнали, когато е уговорено. Години след като филмовата ѝ кариера приключва и дълго след смъртта на Кон, тя все още негодува за начина по който той се е отнасял към нея. В интервю от 1968 г. заявява, че студиото практически я притежава, а Хари Кон контролира всички аспекти от живота ѝ. Тя го нарича чудовище.
Рита Хейуърт се възмущава също така от факта, че студиото не успява да я обучи да пее или дори да я насърчи да се научи да пее. Въпреки че се появява да пее в много от филмите си, тя обикновено е дублирана. Обществеността не знае тайната ѝ. „Исках да уча пеене“, оплаква се Рита Хейуърт, „но Хари Кон продължи да казва, че няма нужда от това и студиото няма да плати“.
Кон има репутация на човек, който може да ръководи и решава задачи, но има и своите критики към Хейуърт. Той инвестира сериозно в нея, преди тя да започне безразсъдна афера с Али Хан и това да предизвика обратен удар срещу кариерата и успеха ѝ в Колумбия пикчърс. Например статия в британско периодично издание призовава за бойкот на нейните филми. Кон изразява своето разочарованието в интервю от 1957 г. пред списание Time.

### Смърт
Започналите проблеми с паметта през 70-те години първоначално се свързват с пристрастието ѝ към алкохол и не са свързани с болестта на Алцхаймер. Трудностите със запомнянето на ролите довеждат до постепенен спад в кариерата ѝ и в крайна сметка до напускане на киното. През юли 1981 г. състоянието на Рита се влошава значително и съдът назначава нейната дъщеря за опекун. Тя се грижи за нея до нейната смърт.
Рита Хейуърт изпада в полукома през февруари 1987 г. Умира на 68-годишна възраст от усложнения, свързани с болестта на Алцхаймер три месеца по-късно, на 14 май 1987 г. в дома си в Манхатън. Президентът Роналд Рейгън, който е един от съвременниците на Хейуърт в Холивуд, прави изявление:
„Рита Хейуърт беше една от най-обичаните звезди на страната ни. Бляскава и талантлива, тя ни даде много прекрасни моменти на сцената и екрана и зарадва публиката от времето, когато беше младо момиче. В по-късните си години Рита стана известна с борбата си с болестта на Алцхаймер. Нейната смелост и откровеност, както и тази на нейното семейство, бяха чудесна обществена услуга за привличане на вниманието в световен мащаб към болест, за която всички се надяваме, че скоро ще бъде излекувана. Нанси и аз сме натъжени от смъртта на Рита. Тя беше приятел, който ще ни липсва. Ние изразяваме дълбокото си съчувствие към нейното семейство.“
Погребалната служба се провежда на 18 май 1987 г. в църква в Бевърли Хилс. На погребението са актьорите Рикардо Монталбан, Глен Форд, Сизар Ромеро, Антъни Франсиоза, хореографът Хермес Пан и приятелят на семейството Филип Лученбил.

## Филмография
- Anna Case in La Fiesta (1926)
- Cruz Diablo или The Devil's Cross (1934)
- In Caliente (1935)
- „Под луната на Пампас“ („Under the Pampas Moon“ (1935))
- „Чарли Чан в Египет“ („Charlie Chan in Egypt“ (1935))
- „Дантевият ад“ („Dante's Inferno“ (1935))
- „Крака от коприна“ („Piernas de Seda“ или „Legs of Silk“ (1935))
- Paddy O'Day (1935)
- „Професионален войник“ („Professional Soldier“ (1935))
- „Човешки товар“ („Human Cargo“ (1936))
- „Танцуващ пират“ („Dancing Pirate“ (1936))
- Meet Nero Wolfe (1936)
- „Бунт“ („Rebellion“ (1936))
- „Старата Луизиана“ („Old Louisiana“ (1937))
- Hit the Saddle (1937)
- Trouble in Texas (1937)
- „Въздушни престъпници“ („Criminals of the Air“ (1937))
- Girls Can Play (1937)
- „Играта, която убива“ („The Game That Kills“ (1937))
- „Животът започва с любов“ („Life Begins with Love“ (1937))
- Paid to Dance (1937)
- „Сянката“ („The Shadow“ (1937))
- Who Killed Gail Preston? (1938)
- Special Inspector (1938)
- There's Always a Woman (1938)
- Convicted (1938)
- Juvenile Court (1938)
- The Renegade Ranger (1938)
- Homicide Bureau (1939)
- The Lone Wolf Spy Hunt (1939)
- „Само ангелите имат крила“ („Only Angels Have Wings“ (1939))
- Music in My Heart (1940)
- Blondie on a Budget (1940)
- Susan and God (1940)
- The Lady in Question (1940)
- Angels Over Broadway (1940)
- The Strawberry Blonde (1941)
- Affectionately Yours (1941)
- „Кръв и пясък“ („Blood and Sand“ (1941))
- „Никога няма да забогатееш“ („You'll Never Get Rich“ (1941))
- „Моят приятел Сал“ („My Gal Sal“ (1942))
- Tales of Manhattan (1942)
- You Were Never Lovelier (1942)
- Show Business at War (1943)
- Cover Girl (1944)
- „Тази вечер и всяка вечер“ („Tonight and Every Night“ (1945))
- „Гилда“ („Gilda“ (1946))
- Down to Earth (1947)
- „Дамата от Шанхай“ („The Lady from Shanghai“, 1947)
- The Loves of Carmen (1948)
- Champagne Safari (1952)
- Affair in Trinidad (1952)
- „Саломе“ („Salome“ (1953))
- Miss Sadie Thompson (1953)
- Fire Down Below (1957)
- Pal Joey (1957)
- „Отделни маси“ („Separate tables“ (1958))
- They Came to Cordura (1959)
- „Историята на първа страница“ („The Story on Page One“ (1959))
- „Щастливите крадци“ („The Happy Thieves“ (1962))
- Lykke og krone (1962)
- Circus World (1964)
- The Money Trap (1965)
- The Poppy Is Also a Flower (1966)
- L'Avventuriero (1967)
- I Bastardi (1968)
- The Naked Zoo (1971)
- „Пътят за Салина“ („Road to Salina“ (1971))
- „Гневът на Господ“ („The Wrath of God“ (1972))